# Massa Makan Diabaté
Massa Makan Diabaté (Kita, 12 de junio de 1938 - 27 de enero de 1988) dramaturgo, escritor e historiador de Malí. Descendiente de una familia de juglares, Diabaté comenzó a entrenarse con 7 años para serlo, aunque lo dejó para ir a estudiar a Guinea y sociología y ciencias políticas en París. Al volver a Mali, ocupó un cargo administrativo en Bamako.